# David Hayter
David Bryan Hayter, född 6 februari 1969 i Santa Monica, Kalifornien, är en röstskådespelare och manusförfattare. Han är mest känd för att ha gjort rösten till Solid Snake och Big Boss i datorspelsserien Metal Gear.

## Filmografi (i urval)

### Filmer
- 1993 – Major Dad
- 1994 – Guyver: Dark Hero
- 1994 – Long Shadows
- 1996 – The Great War and the Shaping of the 20th Century
- 1998 – Drive
- 1998 – Burn (producent)
- 2000 – Wild on the Set
- 2000 – X-Men (manus)
- 2002 – The Scorpion King (manus)
- 2003 – X-Men 2 (manus)
- 2009 – Watchmen (manus)
- 2010 – Chasm (regi, manus)
- 2014 – Devil's Mile
- 2014 – Wolves (regi, manus)
- 2015 – A Christmas Horror Story (producent)

### TV-serier
- 1996 – Spider-Man: The Animated Series
- 1997 – They Were Eleven
- 1999 – Fushigi Yûgi
- 2000 – The Castle of Cagliostro
- 2001 – Street Fighter II V
- 2001 – Moldiver
- 2002 – Mobile Suit Gundam 0080: War in the Pocket
- 2009 – Hey Ash, Whatcha Playin'?

### Datorspel
- 1998 – Metal Gear Solid
- 2001 – Metal Gear Solid 2: Sons of Liberty
- 2002 – Eternal Darkness: Sanity's Requiem
- 2004 – Metal Gear Solid: The Twin Snakes
- 2004 – Metal Gear Solid 3: Snake Eater
- 2005 – Metal Gear Acid 2
- 2006 – Metal Gear Solid: Portable Ops
- 2008 – Super Smash Bros. Brawl
- 2008 – Metal Gear Solid 4: Guns of the Patriots
- 2010 – Metal Gear Solid: Peace Walker
- 2011 – Star Wars: The Old Republic
- 2013 – Marvel Heroes
- 2015 – Dragon Age: Inquisition
- 2015 – The Long Dark
- 2017 – Bloodstained: Ritual of the Night